# Municipio de Mott (Iowa)
El municipio de Mott (en inglés: Mott Township) es un municipio ubicado en el condado de Franklin en el estado estadounidense de Iowa. En el año 2010 tenía una población de 498 habitantes y una densidad poblacional de 5,87 personas por km².

## Geografía
El municipio de Mott se encuentra ubicado en las coordenadas 42°46′41″N 93°12′31″O / 42.77806, -93.20861. Según la Oficina del Censo de los Estados Unidos, el municipio tiene una superficie total de 84.85 km², de la cual 84,36 km² corresponden a tierra firme y (0,58 %) 0,49 km² es agua.

## Demografía
Según el censo de 2010, había 498 personas residiendo en el municipio de Mott. La densidad de población era de 5,87 hab./km². De los 498 habitantes, el municipio de Mott estaba compuesto por el 97,59 % blancos, el 0,4 % eran afroamericanos, el 0,8 % eran de otras razas y el 1,2 % eran de una mezcla de razas. Del total de la población el 2,41 % eran hispanos o latinos de cualquier raza.